# Пиломатериалы
Пи́ломатериа́лы — продукция из древесины установленных размеров и качества, имеющая, как минимум, две плоско-параллельные пласти.

Пиломатериалы, уложенные в штабель

Пиломатериалы получают в результате продольного деления круглых лесоматериалов (брёвен), а также продольного и поперечного деления полученных частей.
Пиломатериалы обычно производят на лесопильных предприятиях, где для этого применяются специальные станки и оборудование: ленточнопильные, круглопильные или лесопильные рамы и др.

## Виды пиломатериалов

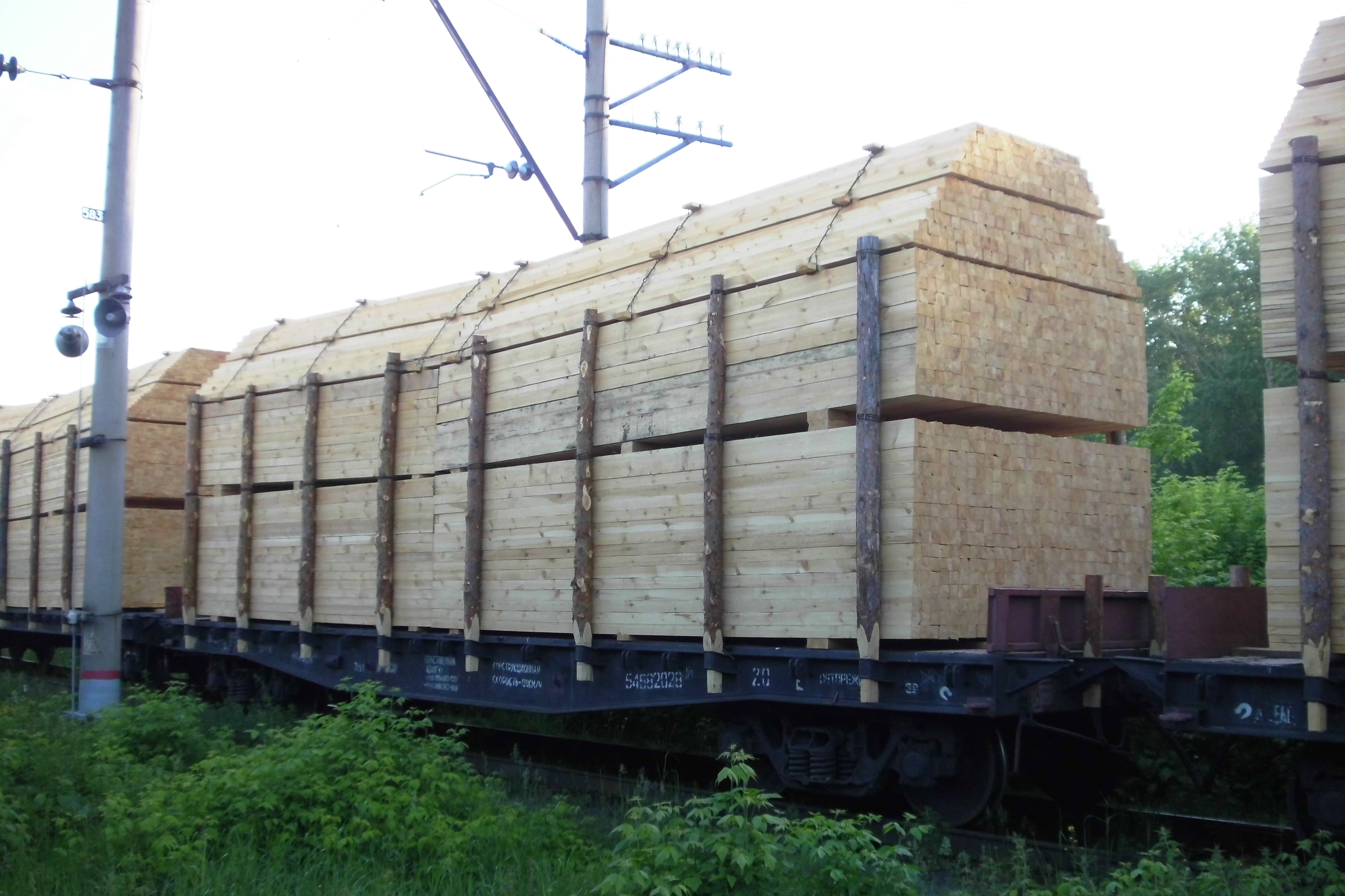
Перевозка пиломатериалов железнодорожным транспортом на платформах

- В зависимости от ориентации в бревне:
  - Пиломатериал радиальной распиловки — пиломатериал, полученный ориентированной распиловкой круглых лесоматериалов или брусьев с преимущественным направлением пропилов, близкий к радиусам годичных слоев древесины.
  - Пиломатериал тангенциальной распиловки — пиломатериал, полученный ориентированной распиловкой круглых лесоматериалов с преимущественным направлением пропилов по касательной к годичным слоям древесины.
- В зависимости от опилености кромок, обработки строганием и калибрования:
  - Обрезной пиломатериал — пиломатериал с кромками, опиленными перпендикулярно пластям и с обзолом не более допустимого по соответствующей нормативно-технической документации (обрезной пиломатериал может быть с параллельными и непараллельными (по сбегу) кромками).
  - Односторонне-обрезной пиломатериал — пиломатериал с одной кромкой, опиленной перпендикулярно пластям, и с обзолом на этой кромке не более допустимого в обрезном пиломатериале.
  - Необрезной пиломатериал — пиломатериал с неопиленными или частично опиленными кромками, с обзолом более допустимого в обрезном пиломатериале.
  - Строганый пиломатериал — пиломатериал, у которого обработаны строганием хотя бы одна пласть или обе кромки.
  - Калиброванный пиломатериал — пиломатериал, высушенный и обработанный до заданного размера.
- В зависимости от гарантированности прочностных показателей:
  - Конструкционные пиломатериалы — пиломатериалы с гарантированными показателями прочности для изготовления деталей несущих конструкций.
- В зависимости от вида сортировки:
  - Пиломатериалы машинной сортировки — конструкционные пиломатериалы, рассортированные с помощью механического устройства, действие которого основано на зависимости между модулем упругости и пределом прочности при изгибе, растяжении, сжатии.
  - Пиломатериалы визуальной сортировки — пиломатериалы, рассортированные путём внешнего осмотра, основанного на учете размеров, количества, характера и местоположения пороков древесины.
- В зависимости от обработки торцов:
  - Торцованные — пиломатериалы обрезаные в размер по длине.
  - Неторцованные — пиломатериалы не обрезаные в размер по длине
- В зависимости от типа распиловки:
  - Радиальная распиловка — детали получают путем распила бревен или брусьев вдоль радиусов годичных колец
  - Тангенциальная распиловка — бревна или брусья распиливают по касательной относительного годичных колец;
  - Рустикал — смешанный тип, который объединяет свойства двух первых.
- По сортименту:
  - Брус
  - Брусок
  - Доска
  - Штакетник
  - Шпала
  - Обапол
  - Горбыль

Схема радиальной распиловки круглых лесоматериалов
Схема тангентальной распиловки круглых лесоматериалов
Обрезной пиломатериал
Односторонне-обрезной пиломатериал
Необрезной пиломатериал

## Сортность
На территории Российской Федерации продолжает действовать ГОСТ 8486-86, введенный первого января 1988 г. Данный ТНПА устанавливает сортность пиломатериалов в зависимости от присутствия пороков древесины. В Республике Беларусь сортность пиломатериалов устанавливает СТБ 1713—2007, объединивший нормы ГОСТ 24454—80 и ГОСТ 8486—86. Нормы данных ТНПА практически не отличаются, что упрощает торговлю между субъектами хозяйствования, являющимися резидентами этих государств.
По качеству древесины и обработки доски и бруски разделяются на пять сортов: отборный, первый, второй, третий и четвёртый. Брусья имеют четыре сорта: первый, второй, третий и четвёртый. Пиломатериалы отборного, 1, 2, 3-го сортов изготовляют сухими (влажность сухих пиломатериалов составляет не более 22 %), сырыми и сырыми антисептированными.
На практике пиломатериалы часто сортируются в соответствии с европейским стандартом DIN 68126/86